# Groupe d'astronautes 6

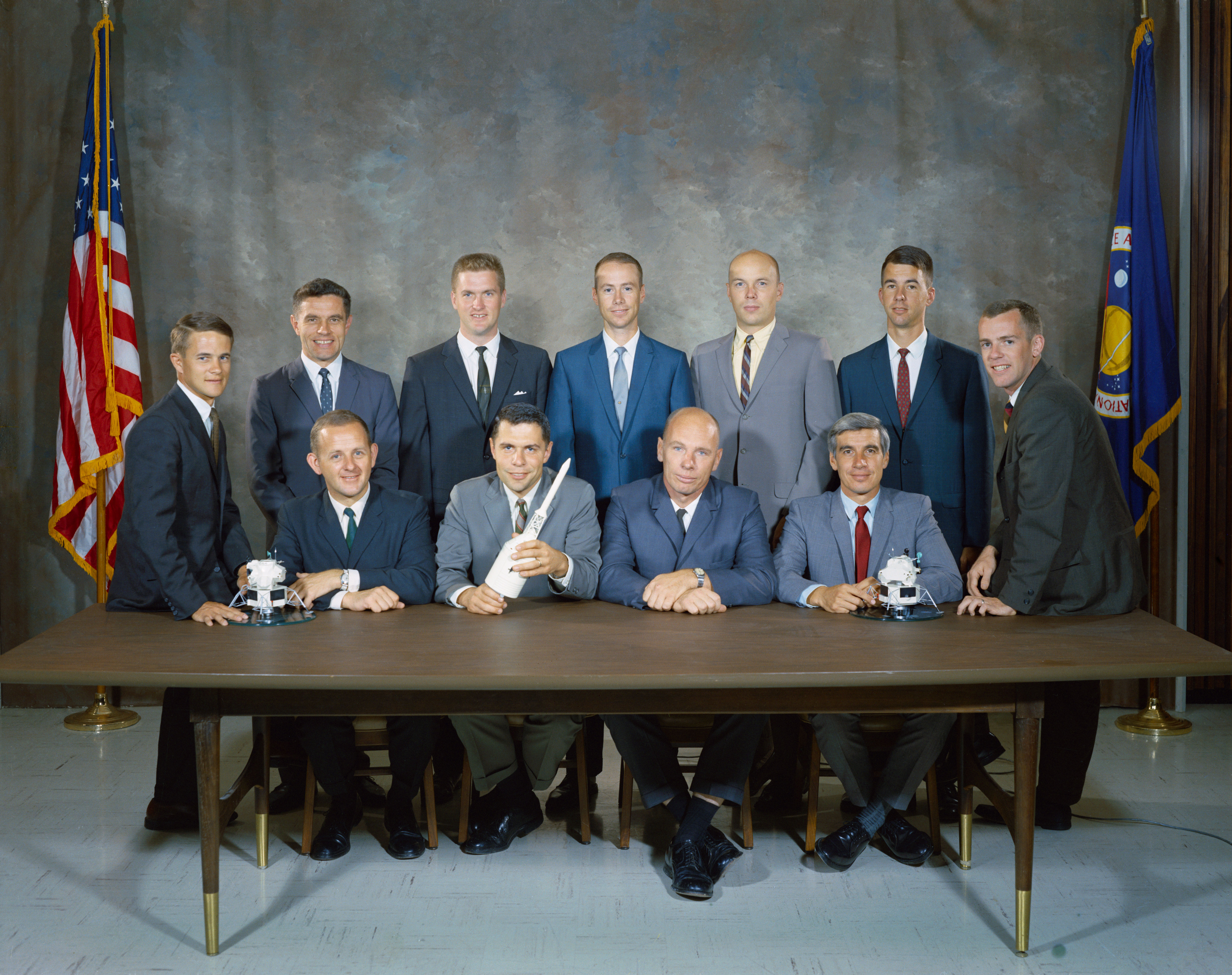
Le 6e groupe d'astronautes de la NASA
- Derrière, de gauche à droite :
Henize, England, Holmquest, Musgrave et Lenoir.
- Devant, de gauche à droite :
Chapman, Parker, Thornton et Llewellyn.
- Assis sur la table et encadrant le groupe :
Allen (à gauche) et O'Leary (à droite).

Le groupe d'astronautes 6 (connu également sous le nom de « The Excess Eleven »,, (XS-11), c'est-à-dire « les onze en trop ») est le sixième groupe d'astronautes de la National Aeronautics and Space Administration (NASA) sélectionné en octobre 1967 ; le second constitué de scientifiques-astronautes après le groupe 4, sélectionné deux ans plus tôt.
Vingt et un scientifiques avaient été pré-sélectionnés : dix ont été recalés (parmi lesquels figure le physicien Gerard O'Neill), et onze finalement retenus. Mais pour être pleinement qualifiés, ils ont eu l'obligation de passer une année entière dans une école de formation de l'Air Education and Training Command pour le programme de Undergraduate Pilot Training (UPT), tout comme auparavant leurs collègues du groupe 4. 
Ce groupe a été constitué dans la perspective de constituer les équipages du programme « post-Apollo » (baptisé plus tard Skylab). Mais, en raison des importantes restrictions budgétaires imposées à la NASA au début des années 1970, ce programme a été réduit à trois missions, auxquelles ont pu participer seulement les membres du groupe 4 tandis que deux membres du groupe 6 étaient désignés suppléants (Musgrave pour le vol Skylab 2 et Lenoir pour Skylab 3 et 4), formés comme eux pour réaliser des activités extravéhiculaires.
Quand il est apparu aux astronautes du groupe qu'ils ne pourraient pas voler avant une quinzaine d'années, ils se sont ironiquement baptisés The Excess Eleven (« Les onze en trop ») et quatre d'entre eux n'ont pas tardé à démissionner.  
Les sept membres restant ont formé le noyau de spécialistes de mission de la navette spatiale, accomplissant un total de 15 vols entre 1982 et 1996, Musgrave en réalisant six à lui seul (égalant alors le record jusqu'alors détenu par John Young). 
Seuls Allen et lui ont réalisé des activités extravéhiculaires lors des vols de la navette : deux pour Allen, d'une durée totale de 12 heures, et quatre pour Musgrave, soit un total de 26 heures, ce qui fait d'eux les astronautes les plus qualifiés du groupe.

## Membres du groupe
|    | Nom                    | Statut    | Date et lieu de naissance              | Date et lieu de décès                           | Missions                                   | Dates                                                                                           | Responsabilités à bord de la navette |
| -- | ---------------------- | --------- | -------------------------------------- | ----------------------------------------------- | ------------------------------------------ | ----------------------------------------------------------------------------------------------- | ------------------------------------ |
| 1  | Joseph Allen           | Physicien | 27 juin 1937 Crawfordsville, Indiana   |                                                 | STS-5 STS-51-A                             | 11 novembre 1982 8 novembre 1984                                                                | Spécialiste de mission               |
| 2  | Philip Chapman (en)    | Ingénieur | 5 mars 1935 Melbourne, Australie       | 5 avril 2021 Scottsdale (Arizona)               | /                                          | /                                                                                               | Démission en 1972                    |
| 3  | Anthony England        | Physicien | 15 mai 1942 Indianapolis, Indiana      |                                                 | STS-51-F                                   | 29 juillet 1985                                                                                 | Spécialiste de mission               |
| 4  | Karl Henize            | Astronome | 17 octobre 1926 Cincinnati, Ohio       | 5 octobre 1993 Mont Everest, Népal              | STS-51-F                                   | 29 juillet 1985                                                                                 | Spécialiste de mission               |
| 5  | Donald Holmquest (en)  | Médecin   | 7 avril 1939 Dallas, Texas             |                                                 | /                                          | /                                                                                               | Démission en 1971                    |
| 6  | William Lenoir         | Ingénieur | 14 mars 1939 Miami, Floride            | 28 août 2010 Comté de Sandoval, Nouveau-Mexique | STS-5                                      | 11 novembre 1982                                                                                | Spécialiste de mission               |
| 7  | Anthony Llewellyn (en) | Chimiste  | 22 avril 1933 Cardiff, Pays de Galles  | 2 juillet 2013 Madeira Beach, Floride           | /                                          | /                                                                                               | Démission en 1968                    |
| 8  | Story Musgrave         | Médecin   | 19 août 1935 Boston, Massachusetts     |                                                 | STS-6 STS-51-F STS-33 STS-44 STS-61 STS-80 | 4 avril 1983 29 juillet 1985 23 novembre 1989 24 novembre 1991 2 décembre 1993 19 novembre 1996 | Spécialiste de mission               |
| 9  | Brian O'Leary          | Astronome | 27 janvier 1940 Boston, Massachusetts  | 28 juillet 2011 Vilcabamba, Équateur            | /                                          | /                                                                                               | Démission en 1968                    |
| 10 | Robert Parker          | Physicien | 14 décembre 1936 New York              |                                                 | STS-9 STS-35                               | 28 novembre 1983 2 décembre 1990                                                                | Spécialiste de mission               |
| 11 | William Thornton       | Médecin   | 14 avril 1929 Faison, Caroline du Nord | 11 janvier 2021 Boerne                          | STS-8 STS-51-B                             | 30 août 1983 29 avril 1985                                                                      | Spécialiste de mission               |

## Affectations
Tableau indiquant les affectations du groupe 6 aux programmes Gemini et Apollo, en relation avec les missions des groupes antérieurs 1, 2, 3, 4, 5 et du groupe ultérieur 7.

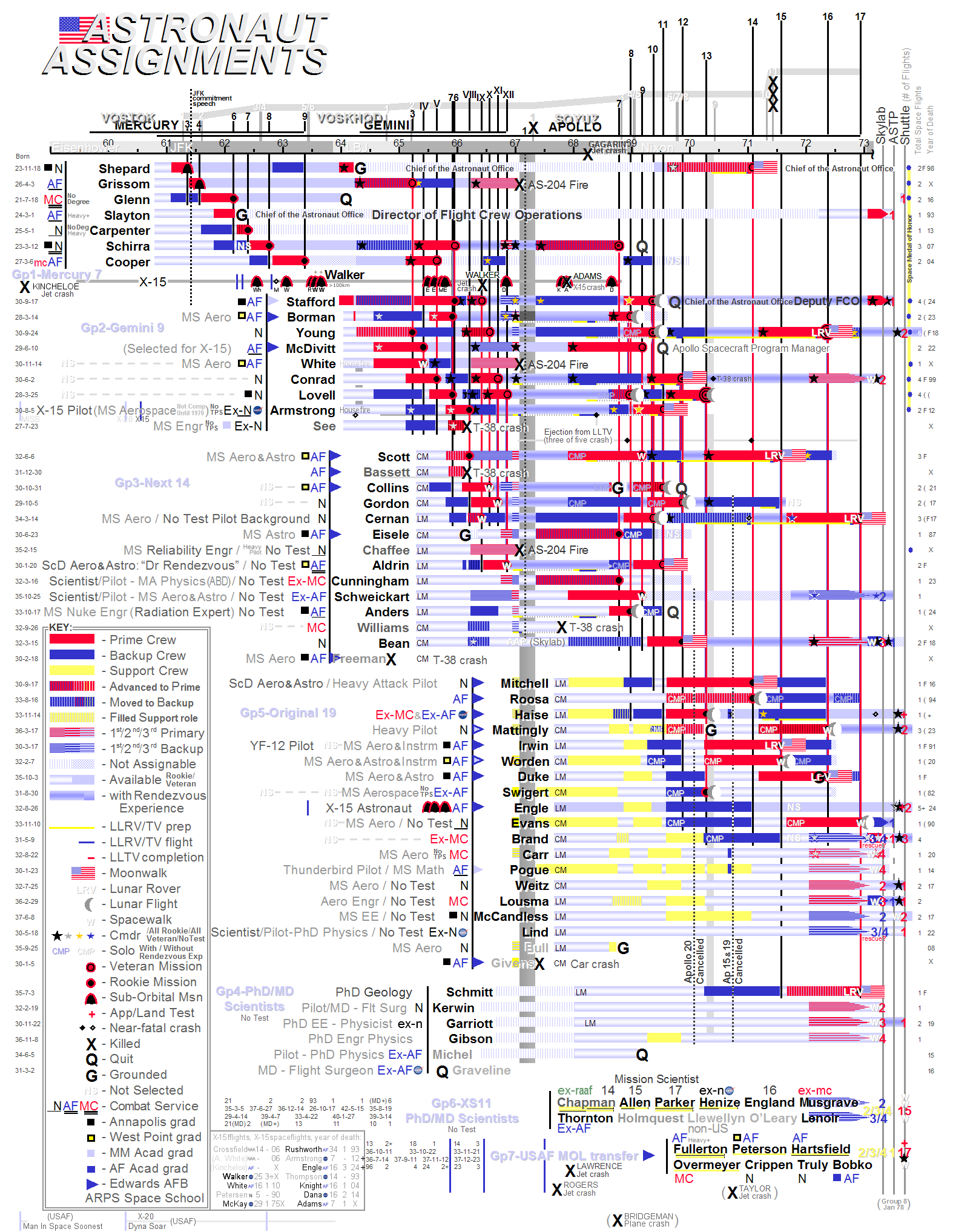